# Megacarpaea megalocarpa
Megacarpaea megalocarpa là một loài thực vật có hoa trong họ Cải. Loài này được (Fisch. ex DC.) Schischk. ex B.Fedtsch. mô tả khoa học đầu tiên năm 1939.